# Anna Karenina (filme de 1915)
Anna Karenina é um filme mudo dos Estados Unidos de 1915, do gênero drama, dirigido por J. Gordon Edwards e estrelado por Betty Nansen. Foi a primeira adaptação norte-americana do romance homônimo do escritor russo Liev Tolstói. O filme é agora considerado perdido.

## Elenco
- Betty Nansen - Anna Karenina
- Edward José - Barão Alexis Karenin
- Richard Thornton - Princesa Vronsky
- Stella Hammerstein
- Mabel Allen